# セケンノハテマデ
『セケンノハテマデ』は、サライネスによる日本の漫画作品。講談社の『モーニング』にて、2012年46号から2016年8号まで連載された。
「メジャーからソーっとデビューしたばかりの」「かなりマニアな方向のロックバンド」メトロ6R4（－シックスアールフォー）のメンバーを中心とした日常生活や音楽活動に纏わる話が描かれている。
他のサライネス作品同様、1話6ページ（ほとんどの話が1話読み切り）となっており、スクリーントーンが使用されていない。作者による第三者的視点からの内容説明や登場人物たちへのツッコミが描かれる点も共通だが、それらは前作『誰も寝てはならぬ』と違い、原則として標準語で表記される。
前作『誰も寝てはならぬ』や前々作『大阪豆ゴハン』の登場人物がゲスト出演することもある。

## 登場人物

### メトロ6R4
高木 守道（たかぎ もりみち）
ギター担当。
愛称“モーちゃん”。話すことが苦手で、同姓同名の野球選手と同じく無口。製薬会社の営業職に就いていたことがあり、無理に話そうとすると営業口調になる。実家は赤坂で和食の料理屋を経営しており、姉（双子）が家を出た後も、そのまま家に居着き両親と同居中。服装には頓着しない人で、平気で高校時代のジャージやビーチサンダルを着用して外出する。
若松 勉（わかまつ つとむ）
ボーカル担当。
愛称“ワカベン”。大阪出身で、中学時代に赤坂へ引っ越し、モーちゃんと友人となる。同姓同名の野球選手と違って多弁であり、話し出すと止まらないが、女性の前で話すのは苦手。朝に弱い。過度の野球好き。自称「建築屋」の両親と、西新橋の会社兼自宅のビルで同居中。歳の離れた中学生の弟（大二郎）がいる。
包丁一本で、しかも短時間に、氷で見事な球体や立方体を作れる、という、プロのバーテンダー顔負けの妙な特技を持つ。（M74）
武上 四郎（たけがみ しろう）
ベース担当。
愛称“シロちゃん”。大学の軽音部でワカベンと知り合う。ドイツ人とのハーフで、読者モデル経験もあり、服装のセンスも良く、女性人気は高い。口癖は「メンドクセー」で、派手目の女性と交際していたが一転「面倒くさくない」幼なじみと結婚し、現在一児の父。4人兄弟の末弟で、この兄弟は4人とも父親とその国籍が異なる。
武上 太一郎（たけがみ たいちろう）
サポートメンバーで、ドラム担当。
愛称“タイチロさん”。シロちゃんの長兄で、イギリス人とのハーフ。本来のドラムがメジャーデビュー直前に脱退せざるを得なくなり、その穴を埋めるべくサポートメンバーとして参加している。既婚者で、普段は祖父母から継いだ喫茶店を妻と経営している。
野茂 秀美（のも ひでみ）
メトロ6R4のマネージャー。
どことなくマイペースなメンバーにあきれつつも、その才能は認めており、何とか彼らを売り出そうと悪戦苦闘中。
山本 ケン（やまもと ケン）
チーフマネージャー。通称「ヤマケンさん」。関西弁をしゃべる。
ノモ嬢と同じく「ロシア人の肝臓」の持ち主で、これまた異常に酒に強い。
イビキがとてつもなくうるさく、しかも重低音。ホテルの壁越しでも、地響きの如く鳴り響く。（M62）

### その他
高木 桜 / 高木 茜（たかぎ さくら / たかぎ あかね）
モーちゃんの双子の姉。桜は板前と結婚し高木家の店「多賀来」を手伝っている。茜は脚本家で、桜や弟と違いお喋りだが、弟の曲に似た変な脚本を書く。
若松 大二郎（わかまつ だいじろう）
ワカベンの15歳下の弟。兄と違って勉強はできる方。家族は関西人だが生まれも育ちも東京のため、家族と話すときは関西弁、周囲の人と話すときは標準語の「バイリンガル」になる癖がある。
清美（きよみ）
モーちゃんの高校時代の同級生だが、高校2年の時に学校に来なくなった。その後、モーちゃんの営業時代、銀座の高級クラブでホステスをやっているところを再会（源氏名は“留奈”）。それ以降、モーちゃんと恋人以上とも恋人未満ともつかない微妙な関係を続けている。

## 単行本
- サライネス 『セケンノハテマデ』 講談社〈モーニングKC〉、全4巻
  1. 2014年3月20日第1刷発行、同日発売 ISBN 978-4-06-388319-0
  2. 2014年11月21日第1刷発行、同日発売 ISBN 978-4-06-388397-8
  3. 2015年8月21日第1刷発行、同日発売 ISBN 978-4-06-388489-0
  4. 2016年3月23日第1刷発行、同日発売 ISBN 978-4-06-388579-8